# Dnister Owidiopol
Dnister Owidiopol (ukr. Футбольний клуб «Дністер» (Овідіополь), Futbolnyj Kłub "Dnister" (Owidiopol)) – ukraiński klub piłkarski z siedzibą w Owidiopolu w obwodzie odeskim. Założony w roku 1947.
W latach 2007–2011 występował w rozgrywkach ukraińskiej Pierwszej Lihi.

## Historia
Chronologia nazw:
- 1947: Dzerżyneć Owidiopol (ukr. «Дзержинець» Овідіополь)
- 1989: Dnister Owidiopol (ukr. «Дністер» Овідіополь)
- 2011: został rozwiązany - na jego bazie utworzono FK Odessa
- 2013: Dnister Owidiopol (ukr. «Дністер» Овідіополь)

Pierwsza drużyna piłkarska w Owidiopolu powstała w 1947 roku. Przez dłuższy czas miasteczko reprezentował w rozrywkach obwodowych i republikańskich klub Dzerżyneć. W 1980 klub po raz pierwszy zdobywa mistrzostwo obwodu odeskiego. Od roku 1989 klub nosi nazwę Dnister. W roku 1992 klub uzyskuje status klubu profesjonalnego. W latach 1998—2000 klub występował w rozgrywkach Mistrzostwa Ukrainy pomiędzy amatorskimi drużynami. W [1999] zdobył tytuł Mistrza amatorskich drużyn. Od sezonu 2001/02 występował w Drugiej Lidze. W sezonie 2006/07 klub zajął I miejsce w grupie A Drugiej Ligi i awansował do Pierwszej Ligi.
Latem 2011 na bazie klubu został utworzony nowy klub FK Odessa, który zajął jego miejsce w Pierwszej Lidze. Wielu piłkarzy z głównym trenerem również przeniosły się do Odessy..
W 2013 klub o nazwie Dnister Owidiopol został reaktywowany i przystąpił do rozgrywek o mistrzostwo obwodu odeskiego. W 2016 zespół zdobył Puchar obwodu odeskiego.

## Sukcesy
- 12. miejsce w Pierwszej Lidze (1 x):

2007/08
- 1/8 finału Pucharu Ukrainy (1 x):

2008